# Кармишев Юрій Володимирович
Кармишев Юрій Володимирович (25 листопада 1963, Приазовье — 25 березня 2017, Мелітополь) — український зоолог (переважно герпетолог), кандидат біологічних наук, доцент кафедри екології та зоології Мелітопольського державного педагогічного університету ім. Б. Хмельницького.

## Біографія
Народився 25.10.1963 р. у с. Приазовське Запорізької області у сім'ї медсестри Кармишевої Людмили Сергіївни та військового лікаря — Кармишева Володимира.
Оскільки батько був військовим, дитинство було пов'язано з переїздами. Спочатку — Балта, Петропавловськ-Камчатський, Желєзноводськ, Кисловодськ, Смоленськ. На рішення стати дослідником природи, вплинули 10 років прожиті у Петропавлівську-Камчатському. Школу закінчив з відзнакою — золота медаль за навчання. Займався плаванням, фехтуванням, спелеологіею, туризмом.
Після закінчення Смоленської школи, переїхав до Запорізької області та вступив до Мелітопольского педінституту. Там познайовися з майбутнім науковим керівником Писанцем Євгенієм Максимовичем. Мав дружні стосунки із завідувачем кафедри зоології — П. П. Ревою. Завдяки, спілкуванню серед поважних вчених, сформувався погляд на науку і остаточне рішення вивчати плазунів.
Автор близко 70 наукових праць, більшість з яких присвячені дослідженню в галузі герпетології. Частина публікацій — у співавторстві з такими видатними вченими як Писанець Є. М., С. М. Заброда, В. В. Молодиченко, В. Г. Табачишин, Завялов Є. В., Кукушкин О. В. та іншими. Займався дослідженням природи рідного краю, Земноводних Криму та інших регіонів України. Вивчав плазунів по всій Україні. Неодноразово брав участь у дослідницьких експедиціях, та наукових конференціях.
Мав знання у різних галузях зоології — іхтіології, орнітології, а також у ботаніці, археології. Цікавився ентомологією (особиста колекція налічує понад 3000 тисяч екземплярів комах України).
Через довгострокову хворобу серця помер у 2017 році.

#### Хроніки навчання і роботи

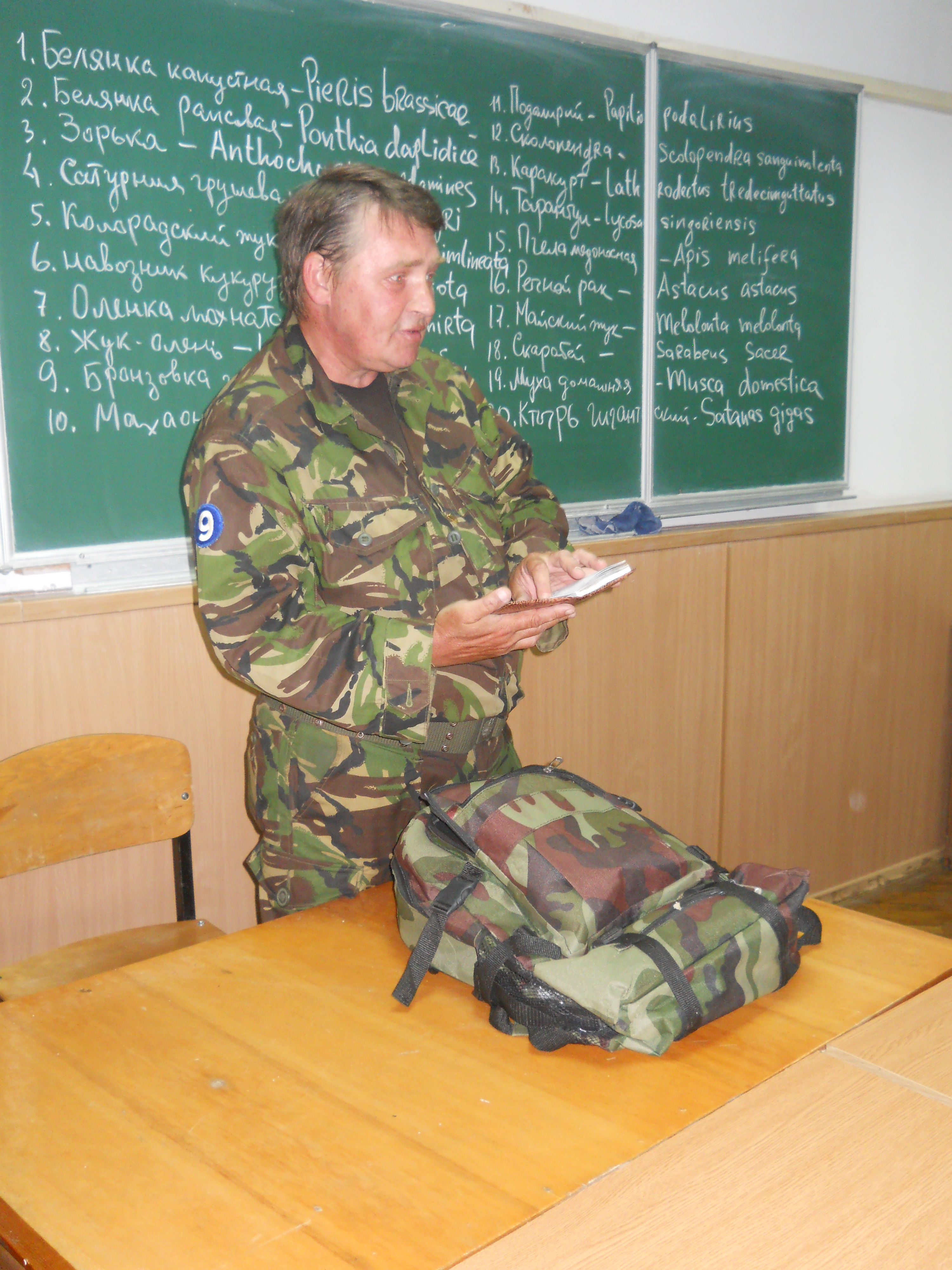
Юрій Кармишев читає лекцію для студентів хіміко- біологічного факультету 2013 рік.

1970—1978 — восьмирічна школа № 15 міста Петропавлівськ-Камчатський (закінчено на відмінно).
1978—1980 — середня школа № 28 міста Смоленська (закінчено на відмінно)
1980—1985 — Мелітопольський державний педагогічний інститут за спеціальністю «Географія та біологія»
30.06.1985-10.12.1986 — служба у радянській армії, звання — лейтенант танкових військ.
1987 — старший лаборант кафедри загальної біології та охорони праці Мелітопольського державного педагогічного університету.
1987 — завідуючий геолого-палеонтологічним музєем.
1990 — асистент кафедри физичної географії та геології.
1991 — асистент кафедри зоології.
1997—2000 аспірант.
2000 — асистент кафедри зоології та екології.
2003 — старший викладач кафедри зоології та екології.
2004 — старший викладач кафедри екології біорізноманіття та таксономії.
2006—2017 — доцент кафедри екології біорізноманіття та таксономії.

## Наукова діяльність

### Напрями наукових досліджень
Напрями наукових досліджень — герпетофауна плазунів степової України та Криму. Вніс значний внесок в дослідження біорізноманіття Запорізької, Херсонської, Одеської областей.
Головні наукові інтереси: герпетологія, фауністика, біорізноманіття, ентомологія.

### Дисертаційні дослідження
Кандидатська дисертація — «Плазуни півдня Степової зони України (поширення, мінливість, систематика та особливості біології)». 2002 рік, науковий керівник Писанець Є. М.

## Основні наукові публікації

### Цитування наукових праць

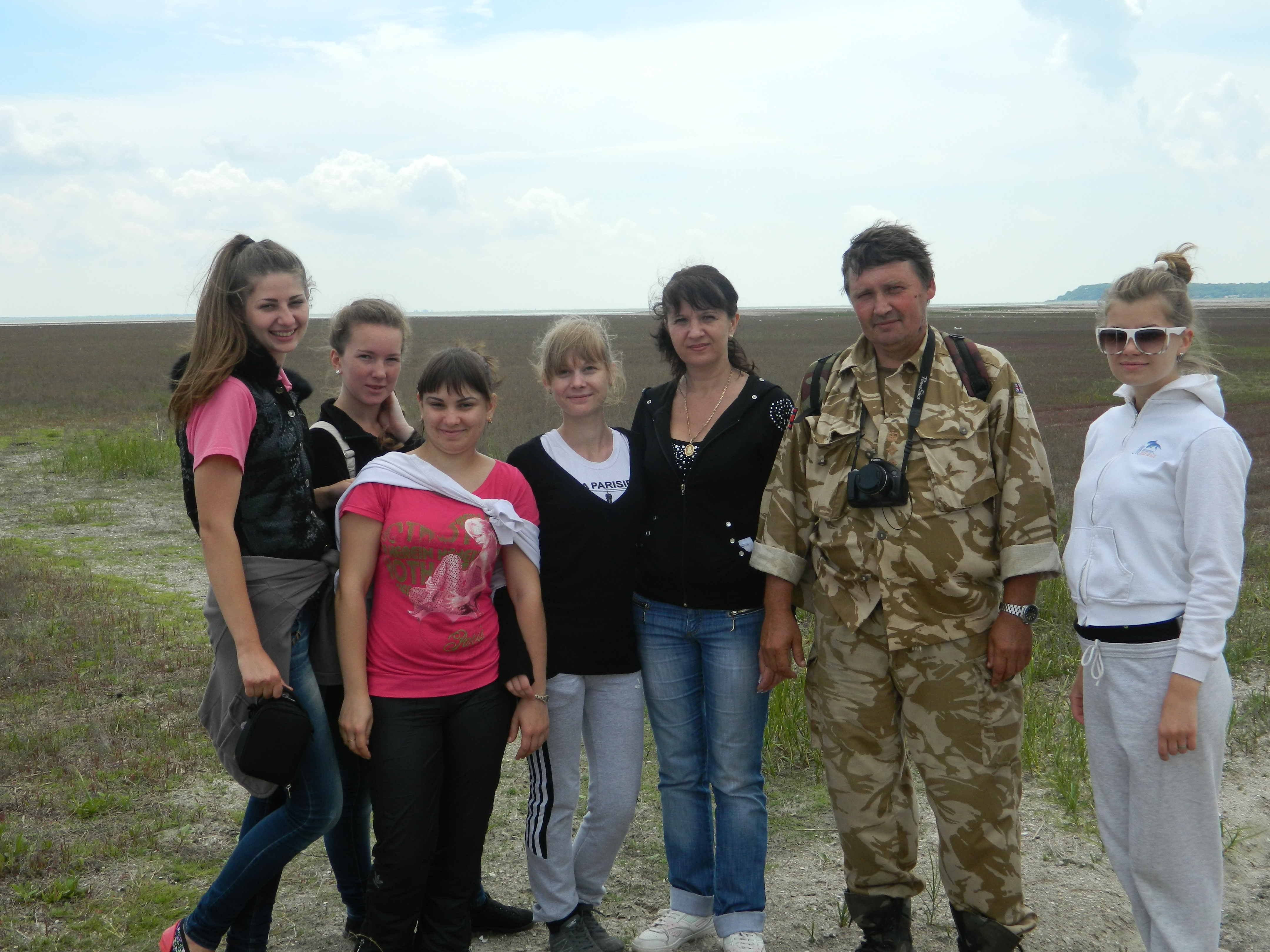
Польова практика у с. Богатир 2013 рік.

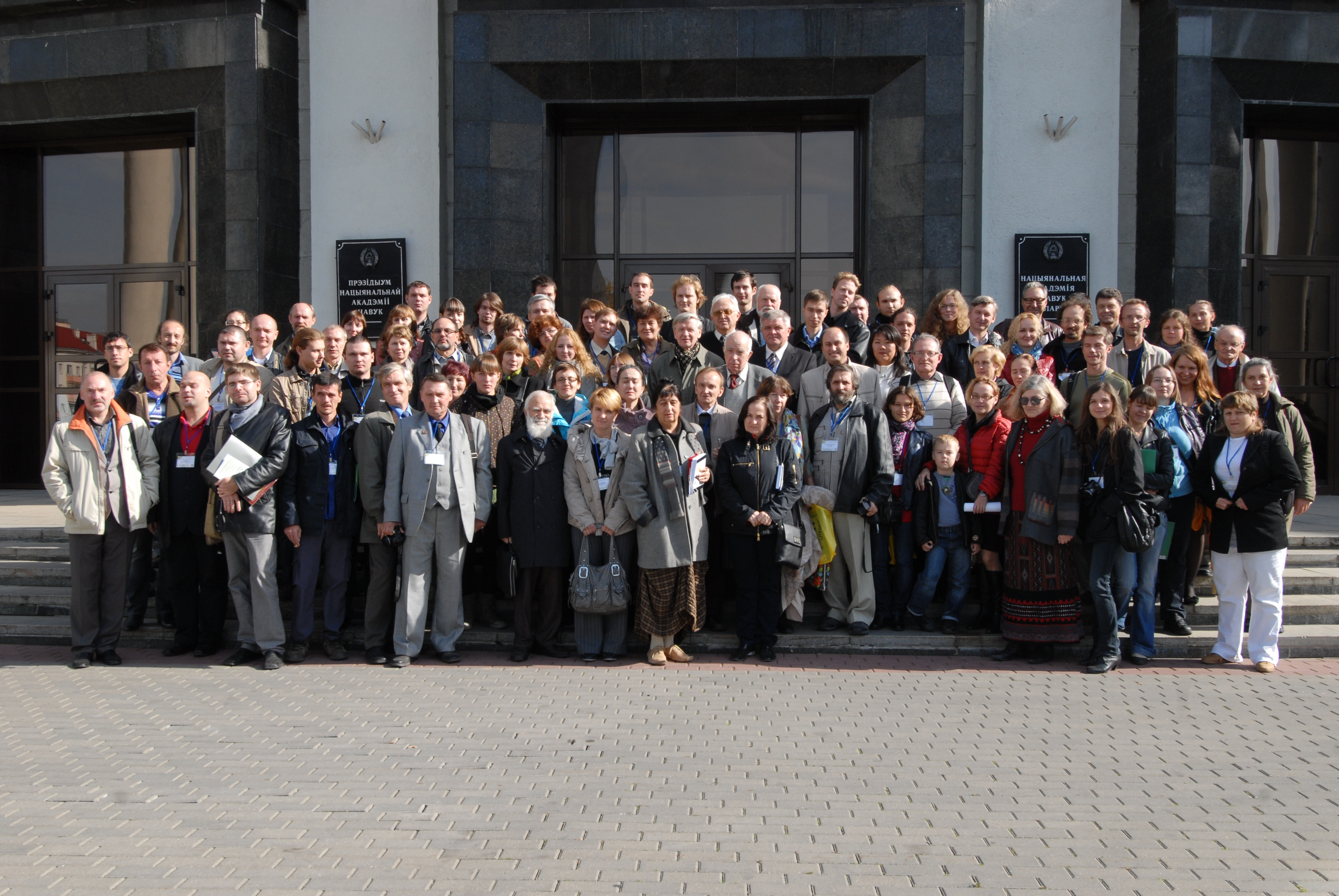
Кармишев Ю. В.(перший ряд - з ліва) на п‘ятому зїзді Герпетологічного товариства ім. О. М. Нікольського

За гугл-академією, у якій створено профіль дослідника, відомо 186 цитуваннь 56 праць, у тому числі 24 цитувань статті про плазунів півдня степової зони України їх поширення, мінливість, систематика та особливості біології, (найбільш цитована праця дослідника) — Автореферат дисертації кандидата біологічних наук. Київ (2002). Наступною за рівнем визнання є праця «Эколого-морфологическая характеристика крымских и нижневолжских популяций степной гадюки (Vipera (renardi) ursinii)».

### Посібники
1. Екологічна безпека в рекреації: навчальний посібник / Д. С. Степанко, О. В. Мацюра, Т. В. Тарусова, Ю. В. Кармишев. — Мелітополь: Люкс, 2012. — 176 с.[18][19]
2. Рептилии (Reptilia: Testudines, Squamata): каталог коллекций. Выпуск 2 / Кармышев Ю. В., Сурядная Н. Н., Мануилова О. Н. — Мелитополь: Колор Принт, 2018. — 56 с.

### Методичні рекомендації
1. Методичні рекомендації до вивчення курсу «Біологія» Частина І / Уклад Ю.В, Кармишев, Д. В. Данова. — Мелітополь: МДПУ ім.. Богдана Хмельницького, 2012.
2. Методичні рекомендації до вивчення курсу «Біологія». Частина II (безхребетні тварини) / Уклад. Ю. В. Кармишев. — Мелітополь: МДПУ ім.. Богдана Хмельницького, 2012.
3. Методичні рекомендації до вивчення курсу «Біологія». Частина III (водні хребетні) / Уклад. Ю. В. Кармишев, Т. В. Копилова, Д. В. Жданова — Мелітополь: МДПУ ім.. Богдана Хмельницького, 2012.
4. Методичні рекомендації до вивчення курсу «Біологія». Частина IV «Зоологія» (наземні хребетні) / Уклад. Ю. В. Кармишев. — Мелітополь: МДПУ ім.. Богдана Хмельницького, 2013

### Статті
- Кармишев Ю. Жовтопуз — Ophisaurus apodus // Земноводні та плазуни України під охороною Бернської конвенції. — К., 1999. — 61-61
- Karmishev Yu. V. New Data on Distribution of the Leopard Snake (Elaphe situla) in Crimea // Vestnik Zoologii. — 2001. — T. 35. № 1. — P. 58
- Кармышев Ю. В. Распространение и морфологическая изменчивость степной гадюки Крыма и сопредельных территорий // Проблемы изучения фауны юга Украины. Одесса; Мелитополь, 1999: Астропринт; Бранта. — С. 54-59.
- КАРМЫШЕВ Ю.В. Особенности размножения болотной черепахи, Emys orbicularis на юге Украины. //Праці українського герпетологічного товариства, № 5: 38–39, 2014